# Геолого-технологические исследования
Геолого-технологические исследования, ГТИ скважин в процессе бурения — являются объединением трех самостоятельных направлений, существовавших до появления ГТИ – газового каротажа, экспрессных петрофизических исследований, информационно-измерительных систем (ИИС) для контроля процесса бурения.
Геолого-технологические исследования предназначены для осуществления контроля за состоянием скважины на всех этапах её строительства и ввода в эксплуатацию с целью изучения геологического разреза, достижения высоких технико-экономических показателей, а также обеспечения выполнения природоохранных требований.
ГТИ проводятся непосредственно в процессе бурения скважины, без простоя в работе буровой бригады и бурового оборудования; решают комплекс геологических и технологических задач, направленных на оперативное выделение в разрезе бурящейся скважины перспективных на нефть и газ пластов-коллекторов, изучение их фильтрационно-емкостных свойств и характера насыщения, оптимизацию отбора керна, экспрессное опробование и изучение методами ГИС выделенных объектов, обеспечение безаварийной проводки скважин и оптимизацию режима бурения.
ГТИ тесно связывают с газовым каротажом, так как с его развитием и образовались геолого-технологические исследования, так же газовый каротаж входит в комплекс ГТИ и составляет его существенную часть.